# Santa Isabel do Ivaí
Santa Isabel do Ivaí ist ein brasilianisches Munizip im Bundesstaat Paraná. Es hat 8.912 Einwohner (2022), die sich Santa-Isabelenser nennen. Seine Fläche beträgt 349 km². Es liegt 400 Meter über dem Meeresspiegel.

## Etymologie
Der Name stammt von der Erschließunggesellschaft Companhia Imobiliária e Colonizadora Santa Isabel do Ivaí.

## Geschichte

### Provinz Guayrá
Das Tal des Ivaí westlich des Paranapanema-Beckens wurde seit der Ankunft der ersten europäischen Eroberer erforscht und ausgebeutet. Spanische und portugiesische Entdecker durchquerten es in alle Richtungen. Sie waren auf die Eroberung des Landes, die Goldminen und Edelsteine sowie die Versklavung der Ureinwohner aus. Durch die Region führte auch der präkolumbianische Peabiru-Weg, der von zahlreichen spanischen Expeditionen beschritten wurde.
Die tatsächliche Besiedlung des Ivaí-Tals erfolgte jedoch erst mit den spanischen Siedlungen in der paraguayischen Provinz Guayrá. Rui Dias de Melgarejo gründete 1554 Vila Rica do Espírito Santo. Später gründeten Jesuitenmissionare 13 Reduktionen in den Einzugsgebieten der Flüsse Paranapanema, Tibaji, Ivaí, Piquiri, Pirapó und Corumbataí.
Mit der Zerstörung der Reduktionen von Guairá durch die Bandeira von Manuel Preto und dessen Unterbefehlshaber António Raposo Tavares endete 1629 die kastilische Herrschaft. Die Reste der Reduktionen zogen unter der Führung der Padres nach Paraguay, Argentinien und Rio Grande do Sul.

### Portugiesische Kolonialzeit
Das Gebiet der ehemaligen paraguayischen Provinz Guairá wurde vollständig aufgegeben. Das gesamte Gebiet geriet in eine regelrechte administrative und politische Stagnation.

### Neubesiedlung ab Mitte des 20. Jahrhunderts
In den 1930er Jahren erreichten die Kaffeeplantagen praktisch den gesamten Norden und allmählich auch den Nordwesten von Paraná. In den Jahren 1948 bis 1950 beschloss eine Gruppe mutiger Pioniere des nordwestlichen Paraná, die vor allem von der durch die Gründung von Paranavaí ausgelösten Binnenwanderung begeistert waren, eine Kolonisationsgesellschaft zu gründen. Ihr Ziel war es, die Gleba 19 der Kolonie Paranavaí zu besiedeln und zu parzellieren. Diese Gesellschaft wurde Companhia Imobiliária e Colonizadora Santa Isabel do Ivaí genannt. Zu dieser Zeit hatte das Gebiet von Santa Isabel do Ivaí bereits 3000 Einwohner. Von da an ging es rasant weiter, aus allen Teilen Brasiliens und sogar aus dem Ausland kamen neue Bewohner. Es wurden artesische Brunnen gebohrt, das erste unterirdische Feuerlöschnetz im Norden und Nordwesten Paranás verlegt, Sägewerke errichtet und eine Keramikfabrik mit der höchsten Produktionskapazität in Paraná gebaut. Die Entwicklung ging schnell voran. Das Dorf wurde 1953 zum Distrikt von Paranavaí erhoben und erlangte schon im Jahr darauf seine Autonomie.
Santa Isabel do Ivaí wurde durch das Staatsgesetz Nr. 253 vom 26. November 1954 in den Rang eines Munizips erhoben und am 25. November 1955 als Munizip installiert.

## Geografie

### Fläche und Lage
Santa Isabel do Ivaí liegt auf dem Terceiro Planalto Paranaense (der Dritten oder Guarapuava-Hochebene von Paraná) auf 23° 0′ 19″ südlicher Breite und 53° 11′ 16″ westlicher Länge. Es hat eine Fläche von 349 km². Es liegt auf einer Höhe von 400 Metern.

### Vegetation
Das Biom von Santa Isabel do Ivaí ist Mata Atlântica.

### Klima
In Santa Isabel do Ivaí herrscht tropisches Klima. Die meiste Zeit im Jahr ist mit erheblichem Niederschlag zu rechnen. Selbst im trockensten Monat fällt eine Menge Regen. Die Klimaklassifikation nach Köppen und Geiger lautet Af. Es herrscht im Jahresdurchschnitt eine Temperatur von 23,2 °C. Innerhalb eines Jahres gibt es 1561 mm Niederschlag.

### Gewässer
Der Ivaí bildet die südliche Grenze des Munizips. Die westliche Grenze wird von Ribeirao Tamanduatei, die östliche vom Rio Taquara gebildet, die beide nach Süden zum Ivaí fließen.

### Straßen
Santa Isabel do Ivaí ist über die PR-576 mit Porto Rico am Paraná und Tapira jenseits des Ivaí verbunden. Über die PR-218 kommt man im Nordosten nach Loanda.

### Nachbarmunizipien
|                             |                                             | Loanda       |
| Santa Cruz de Monte Castelo | Kompassrose, die auf Nachbargemeinden zeigt | Santa Mônica |
|                             | Douradina                                   | Tapira       |

## Stadtverwaltung
Bürgermeister: Freonizio Valente, PTB (2021–2024)

## Demografie

### Bevölkerungsentwicklung
| Jahr | Einwohner | Stadt | Land |
| ---- | --------- | ----- | ---- |
| 1960 | 12.635    | 8 %   | 92 % |
| 1970 | 21.191    | 26 %  | 74 % |
| 1980 | 20.242    | 44 %  | 56 % |
| 1991 | 12.858    | 55 %  | 45 % |
| 2000 | 9.154     | 74 %  | 26 % |
| 2010 | 8.760     | 81 %  | 19 % |
| 2022 | 8.912     |       |      |

Quelle: IBGE, bis 2010: Volkszählungen und Volkszählung 2022

### Ethnische Zusammensetzung
| Gruppe *    | 1991    | 2000    | 2010    | |
| ----------- | ------- | ------- | ------- | --- |
| Weiße       | 53,2 %  | 67,5 %  | 54,2 %  | wer sich als weiß erklärt                                                                                     |
| Schwarze    | 3,0 %   | 2,9 %   | 2,4 %   | wer sich als schwarz erklärt                                                                                  |
| Gelbe       | 0,5 %   | 1,4 %   | 1,3 %   | Personen fernöstlicher Herkunft wie japanisch, chinesisch, koreanisch etc.                                    |
| Braune      | 43,3 %  | 27,8 %  | 42,1 %  | wer sich als braun erklärt oder wer sich mit einer Mischung von zwei oder mehr der fünf Gruppen identifiziert |
| Indigene    | 0,0 %   | 0,1 %   | 0,0 %   | wer sich als Ureinwohner oder Indio erklärt                                                                   |
| ohne Angabe | 0,0 %   | 0,2 %   | 0,0 %   | |
| Gesamt      | 100,0 % | 100,0 % | 100,0 % | |

*) Das IBGE verwendet für Volkszählungen seit 1991 ausschließlich diese fünf Gruppen. Die Gruppenzugehörigkeit wird bei der Befragung vom Einwohner selbst festgelegt. Das IBGE verzichtet bewusst auf Erläuterungen.
Quelle: IBGE (Stand: 1991, 2000 und 2010)

## Wirtschaft
Die Haupteinkommensquelle ist die Landwirtschaft. Angebaut werden vor allem Reis, Ananas, Orangen und Maniok. Hinzu kommen Viehzucht und Milcherzeugung, Geflügelzucht und Seidenraupen.